# Национальный железнодорожный музей (Нью-Дели)

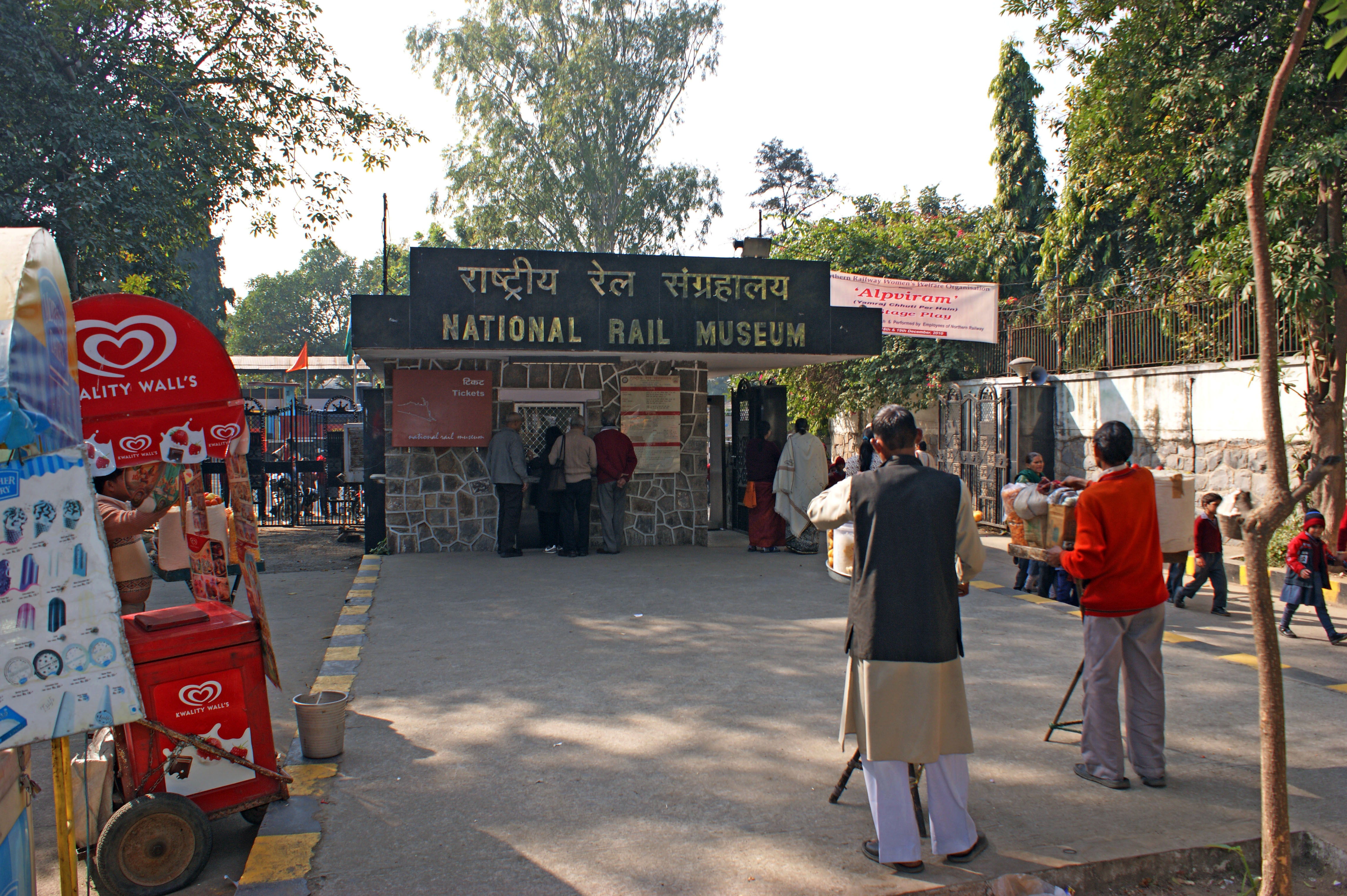
Вход в музей

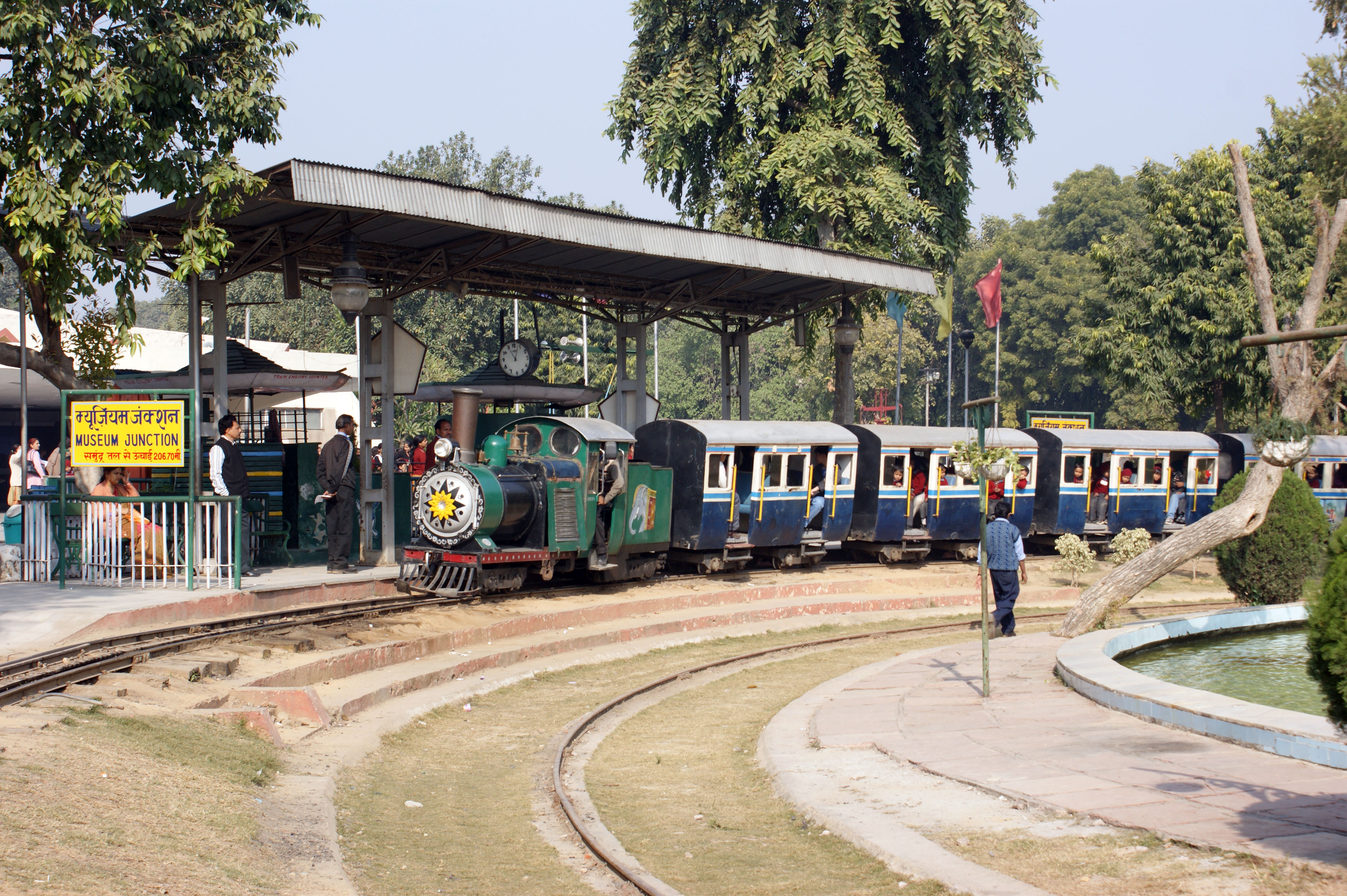
Экскурсионный мини-поезд по музею

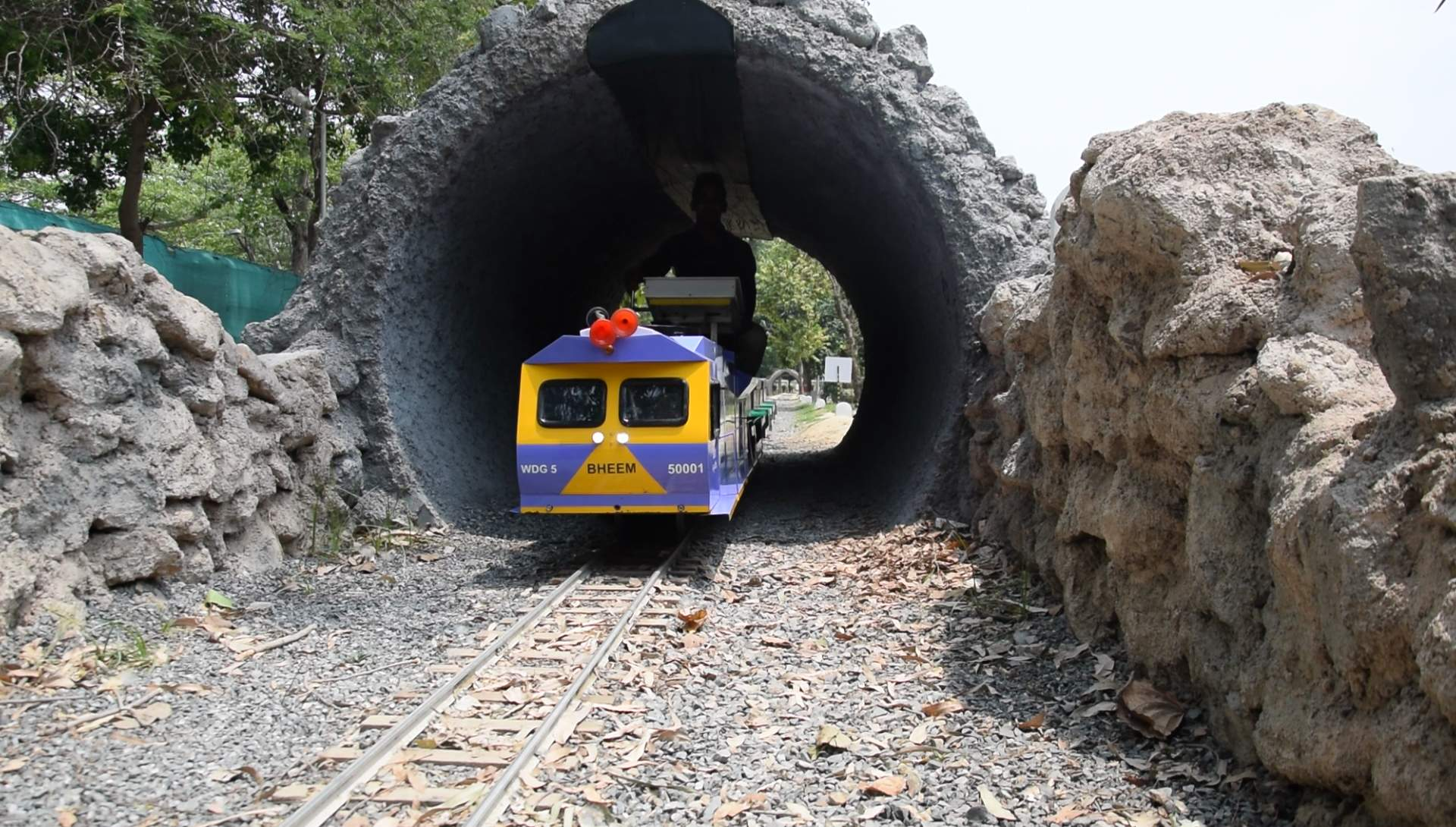
Модельная железная дорога в масштабе 1:8

Национальный железнодорожный музей (англ. National Rail Museum) — железнодорожный музей, расположенный в Нью-Дели, столице Индии. В музее представлены экспонаты по истории железнодорожного транспорта Индии. Музей открыт 1 февраля 1977 года. Он занимает площадь более 40 000 м². Открыт ежедневно кроме понедельника и национальных праздников. Помимо железнодорожного транспорта в музее представлены модели автобусов, дизельных и паровых двигателей.

## История
Первое предложение создать Национальный железнодорожный музей сделал в 1962 году энтузиаст железнодорожного транспорта Майкл Грэм Сатоу. Строительство началось в 1970 году, 7 октября 1971 года президентом Индии В. В. Гири был заложен первый камень в основание будущего музея. В 1977 году он открылся под названием Музей железнодорожного транспорта (англ. Rail Transport Museum). Церемонию открытия возглавил министр общественного транспорта Камалапати Трипатхи.
Первоначально новый музей должен был стать часть более крупного музея, который бы рассказал историю железных дорог, автострад, авиалиний и водных путей Индии, однако эти планы не реализовались, и музей был официально переименован в Национальный железнодорожный музей в 1995 году.

## Основные экспозиции
Музей состоит из открытой территории, включающей статическую экспозицию и действующую железную дорогу, и шести галерей, расположенных в восьмиугольном здании. В экспозиции представлены паровые, дизельные и электрические локомотивы, пассажирские и грузовые вагоны, железнодорожная сигнализация, эмблемы исторических железных дорог Индии.

### Монорельсовая дорога княжества Патиала
Монорельсовая дорога Княжества Патиала (англ. Patiala State Monorail System — уникальная система транспорта на основе изобретения У. Дж. Юинга, использующая паровую тягу и монорельс. Тяговые колеса располагались на центральном рельсе, а боковые поддерживали поезд, опираясь на обычное дорожное полотно. Построена в 1907 году в княжестве Патиала. Локомотив и вагоны были произведены берлинским предприятием Orenstein &amp; Koppel. Линия длиной около 9,7 км соединяла города Басси и Сирхинд-Фатехгарх. Дорога проработала до октября 1927 года, после чего была закрыта. Локомотивы и инспекционный вагон главного инженера дороги были обнаружены на свалке Майклом Сатоу в 1962 году. Один из локомотивов был восстановлен до рабочего состояния в мастерских Northern Railway в Амритсаре. Инспекционный вагон также был реконструирован на старом каркасе и сейчас в рабочем состоянии представлен в музее.

### Другие экспонаты
Среди других экспонатов музея:
- Fairy Queen — самый старый в мире паровоз, находящийся в эксплуатации[10];
- пожарная машина Morris — построена фирмой John Morris and Sons Ltd из Солфорда (Ланкашир) в 1914 году, одна из двух сохранившихся машин Morris-Belsize (вторая подобная машина хранится в Музее транспорта в Уайтуэббсе);
- салон-вагон Принца Уэльского — построен для Принца Уэльского (позже короля Эдуарда VII) на время визита в Индию;
- электровоз 4502 Sir Leslie Wilson — локомотив серии WCG-1 1928 года Great Indian Peninsular Railway (в настоящее время — Центральная железная дорога);
- электровоз Sir Roger Lumley — локомотив серии WCP-1 с уникальной колесной формулой, использовался для вождения экспресса Мумбаи — Пуна Deccan Queen.

## Галерея

Экспонаты Национального железнодорожного музея
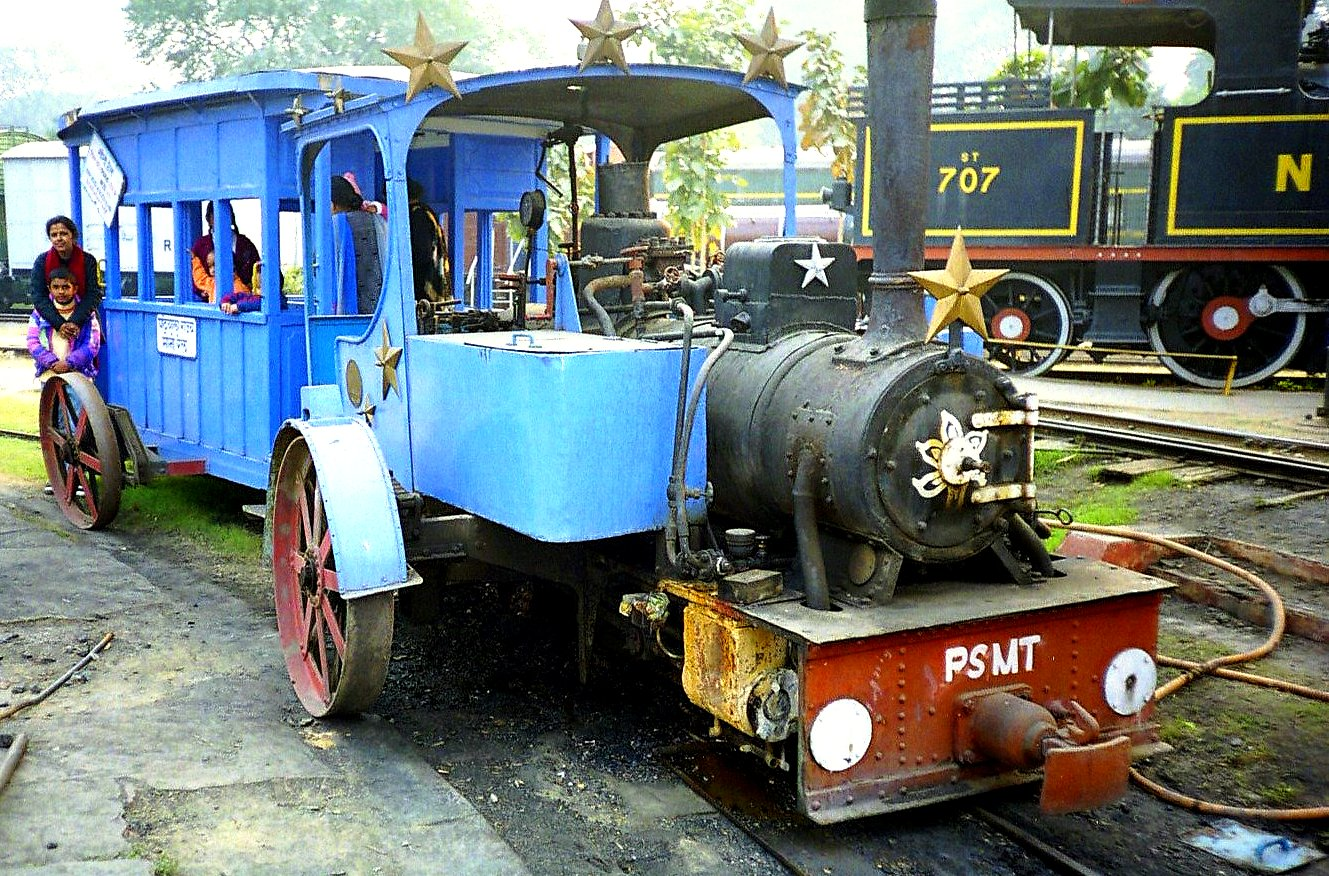
Монорельсовая дорога княжества Патиала
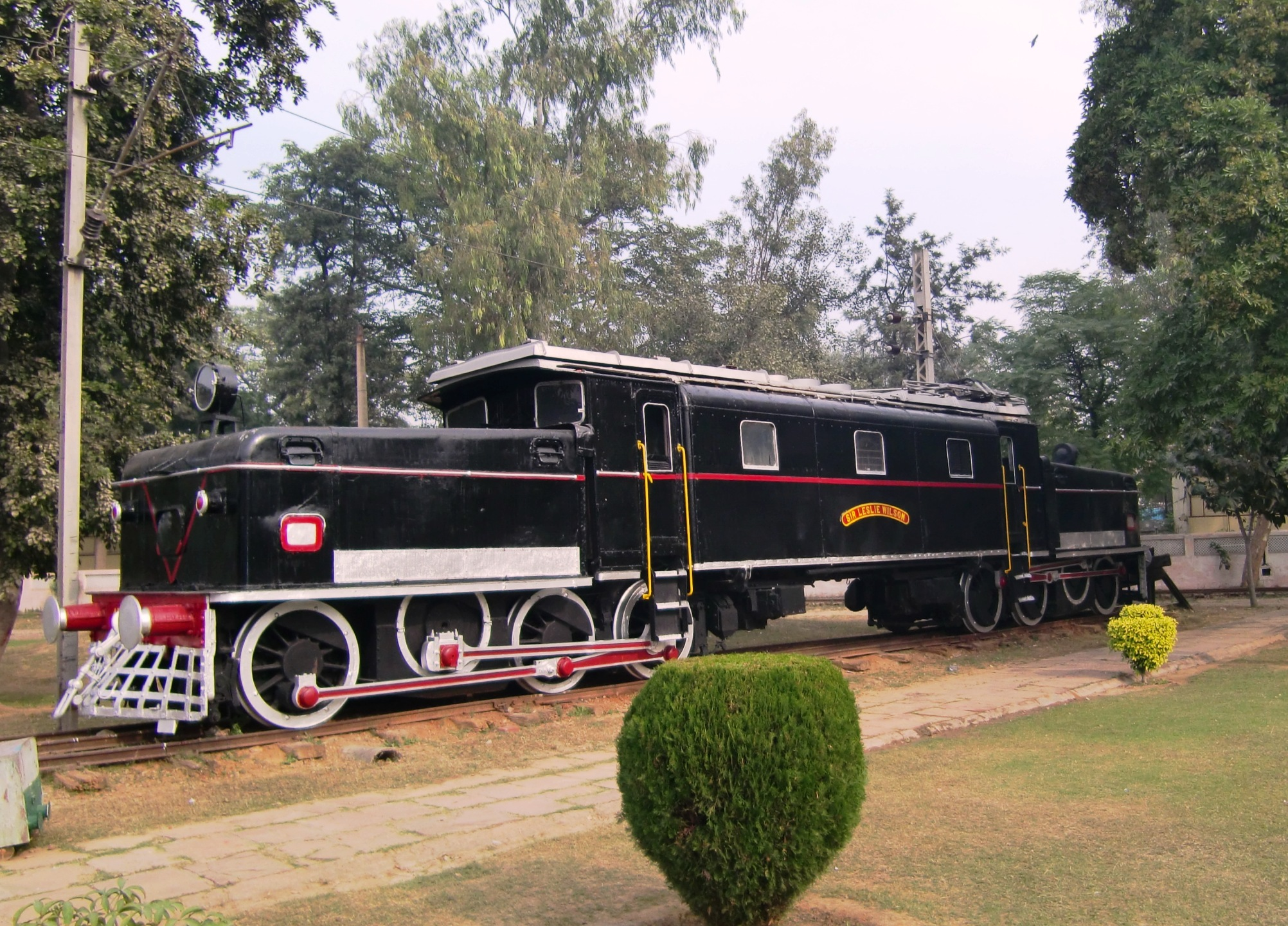
WCG1 4502 Sir Leslie Wilson
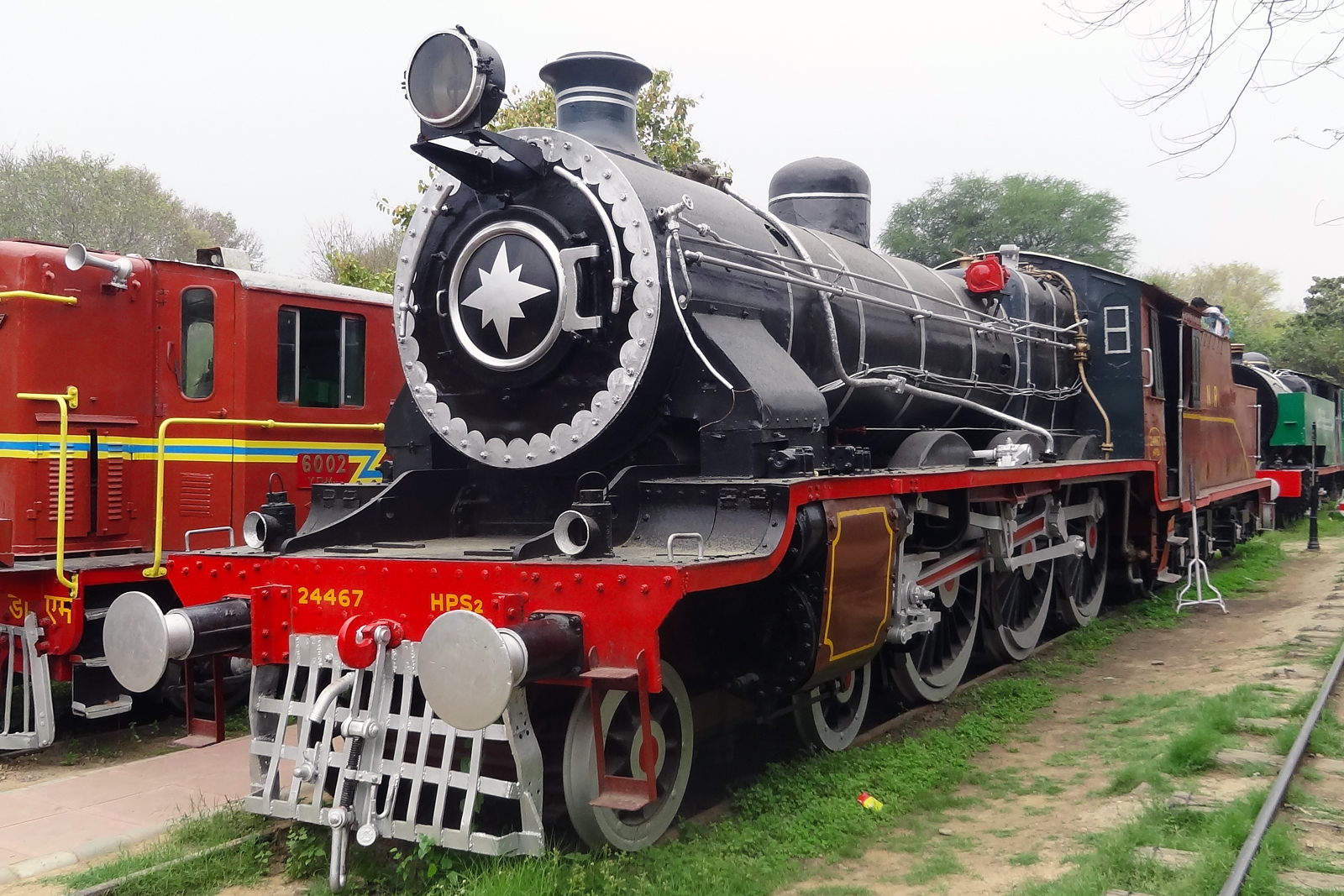
HPS2 Class 4-6-0 № 24467
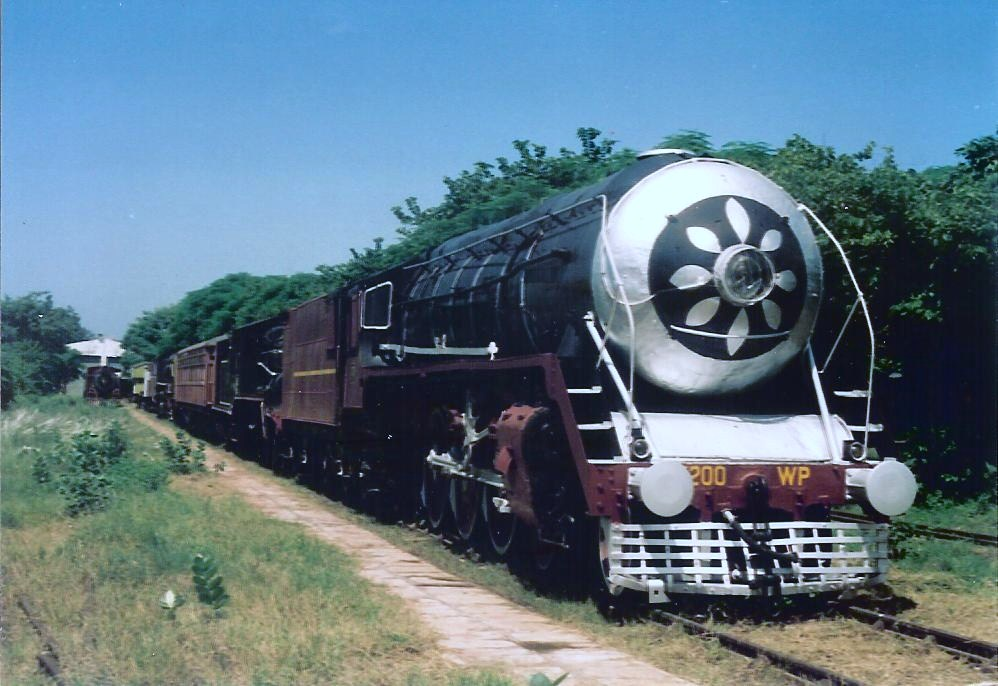
WP 7200
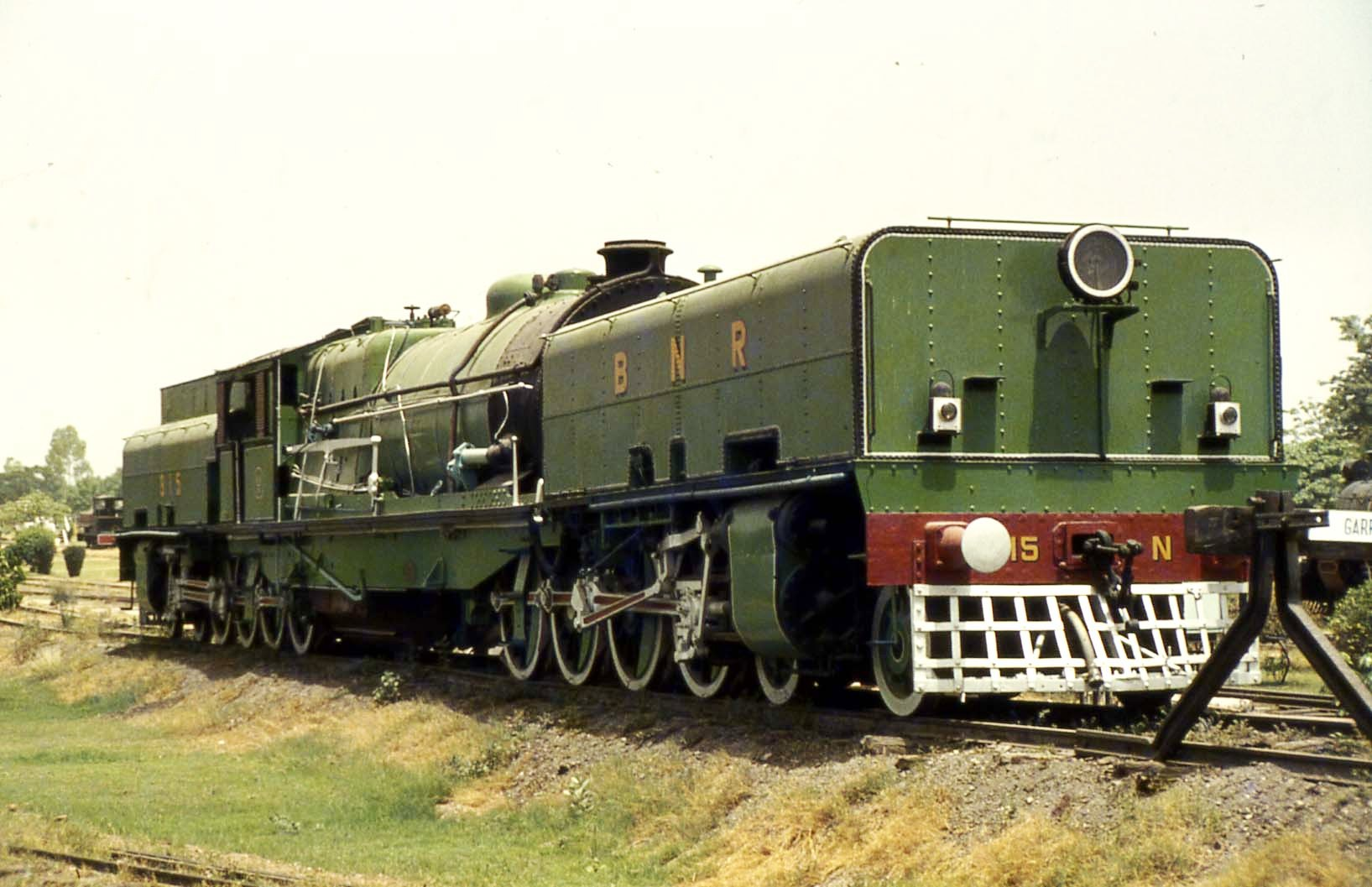
Beyer Garratt 6594
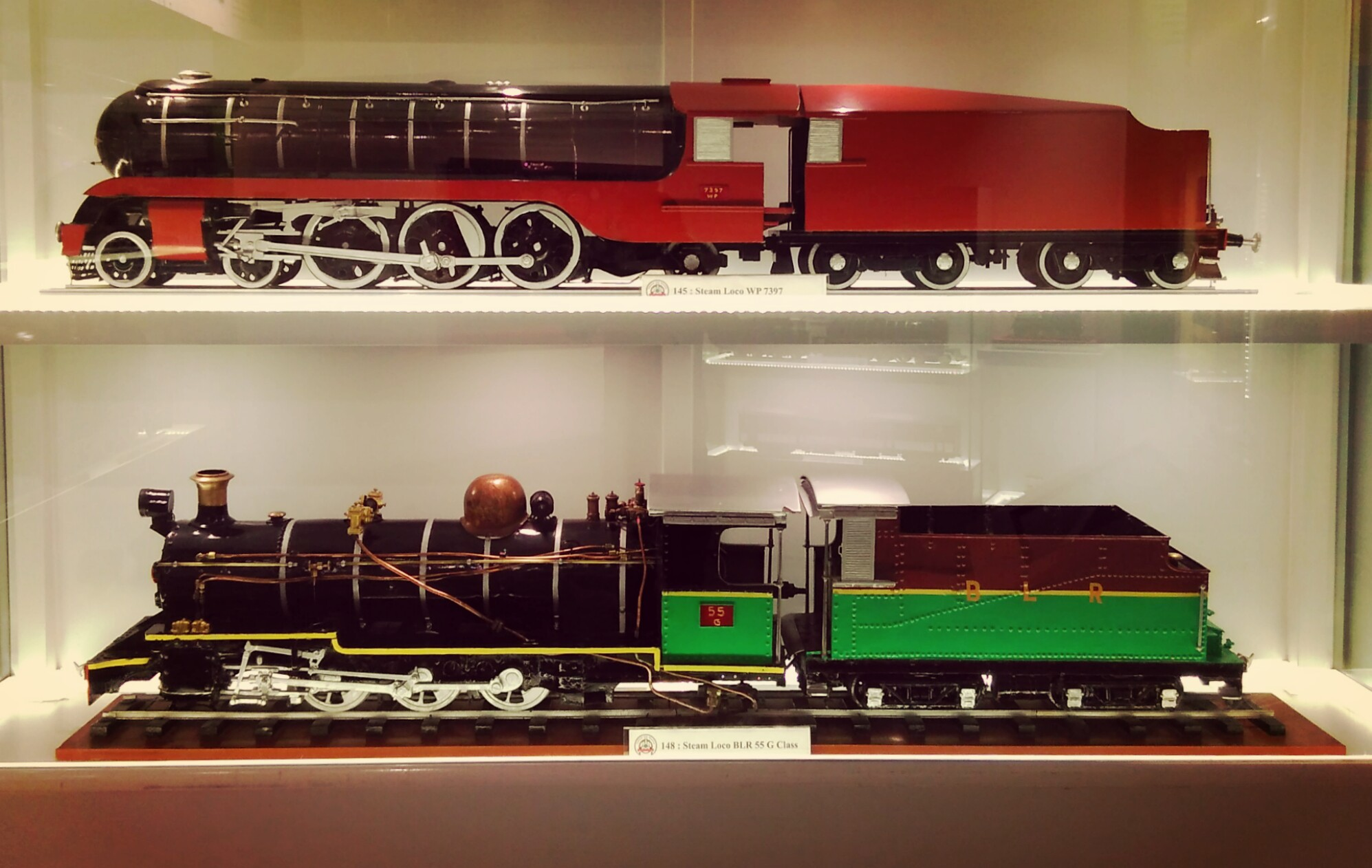
Модели паровозов
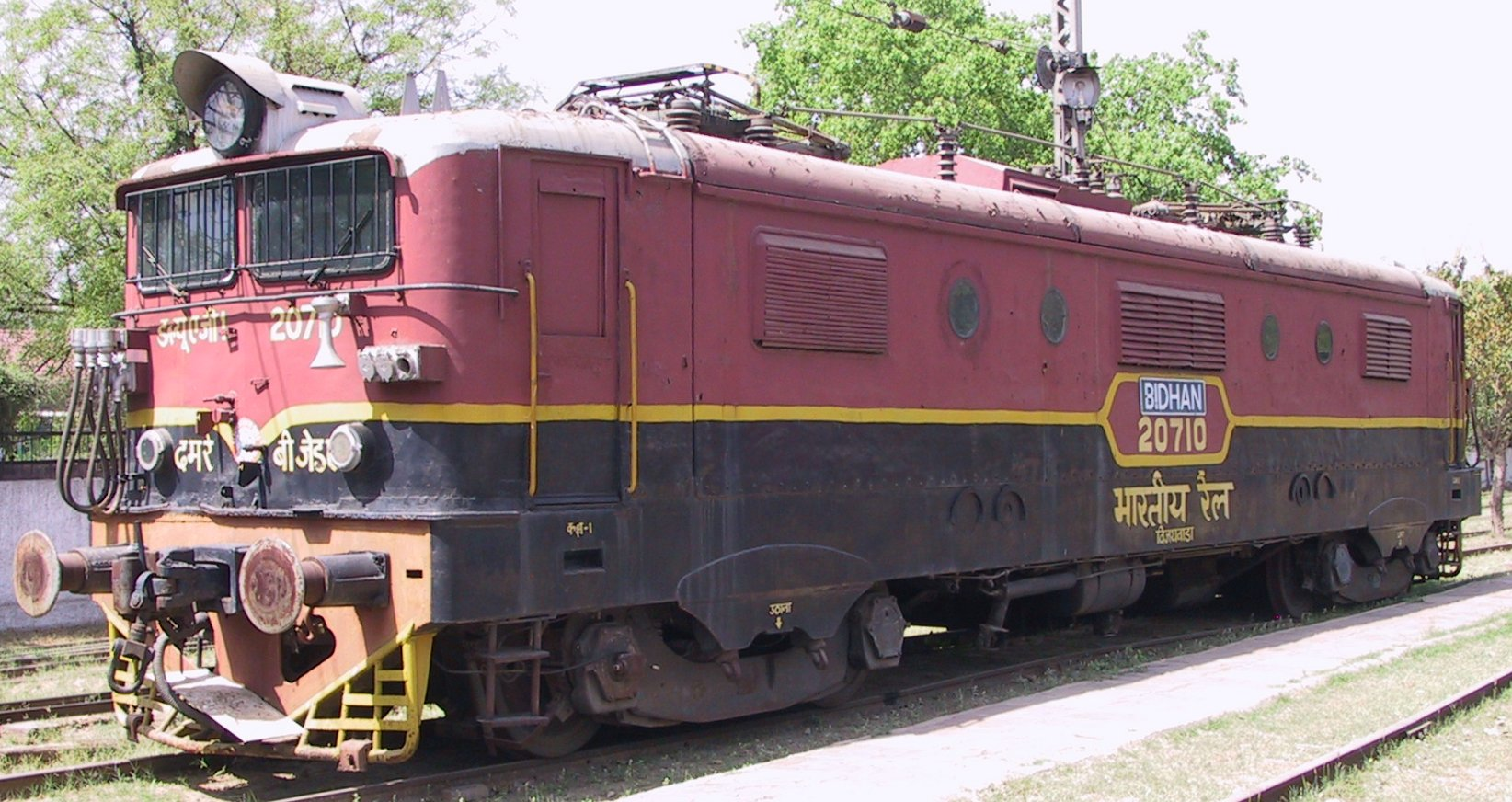
WAG1 20710 Bidhaan